# Bee Train
BEE TRAIN Production Inc (ビィートレイン株式会社 Bītorein Kabushikigaisha?) comúnmente conocido como Bee Train (ビィートレイン?) es un estudio de animación japonés  fundado por Kōichi Mashimo en 1997. Desde entonces hicieron las series Noir, .hack//SIGN, Madlax, Tsubasa Chronicle, El Cazador de la Bruja (entre otras series).
La famosa compositora y productora musical japonesa Yuki Kajiura ha trabajado en muchos proyectos de Bee Train, componiendo sus bandas sonoras. Desde el 2011 se encuentra inactivo debido al retiro de su fundador.

## Trabajos
1999
- PoPoLoCrois
- Arc the Lad
- Wild Arms: Twilight Venom
- Medabots

2001
- Noir

2002
- .hack//SIGN
- .hack//Liminality (OVA)
- .hack//Gift (OVA)

2003
- Avenger
- .hack//Legend of the Twilight

2004
- Madlax
- Gin'yu Mokushiroku Meine Liebe
- Robonimal Panda-Z: The Robonimation

2005
- Tsubasa Chronicle (primera sesión)

2006
- Gin'yu Mokurshiroku Meine Liebe wieder
- .hack//Roots
- Spider Riders
- Tsubasa Chronicle (segunda sesión)

2007
- Murder Princess (OVA)
- El Cazador de la Bruja

2008
- La espada del inmortal

2009
- Phantom: Requiem for the Phantom

2010 
- Halo Legends: Homecoming (OVA)
- Psychic Detective Yakumo

2011
- Hyouge Mono

- Datos: Q813988